# Société civile des auteurs, réalisateurs et producteurs
 (mai 2016).
Si vous disposez d'ouvrages ou d'articles de référence ou si vous connaissez des sites web de qualité traitant du thème abordé ici, merci de compléter l'article en donnant les références utiles à sa vérifiabilité et en les liant à la section « Notes et références ».
Pour les articles homonymes, voir ARP.
La Société civile des auteurs, réalisateurs et producteurs, généralement appelée L'ARP, est une société civile française de réalisateurs, scénaristes et producteurs, fondée en 1987 par Claude Berri. Née après la loi pour la rémunération pour copie privée de 1985 décrétée par Jack Lang, sa mission est de « défendre la diversité des films français et européens, l'indépendance de l'auteur-réalisateur-producteur et la transparence économique de la production cinématographique ».

## Présentation
Fondée en 1987 à l'initiative de Claude Berri et d'une trentaine d’auteurs-réalisateurs-producteurs, L'ARP est présidée en 2020 par Pierre Jolivet. Elle compte plus de 220 membres.
L'ARP est représentée dans de nombreuses institutions comme le Festival de Cannes, Unifrance, ou la Commission de classification et Commission d’agrément du CNC, et participe à l’élaboration de la politique cinématographique et audiovisuelle avec le Centre national du cinéma et de l'image animée (CNC), le Conseil supérieur de l'audiovisuel (CSA), la Commission européenne, les éditeurs et diffuseurs de contenus, le Ministère de la Culture et de la Communication, ainsi que d'autres organisations professionnelles. L'ARP a créé une société de perception et répartition des droits d’auteur pour les œuvres audiovisuelles.
L'association organise des manifestations culturelles en France, comme les Rencontres cinématographiques de L'ARP, d'abord à Beaune puis à Dijon, et participe à l'organisation d'événements à l'étranger, comme la CoLCoA de Los Angeles.
En 1996, L'ARP a ouvert à Paris, avenue de Clichy, le Cinéma des cinéastes, un complexe de trois salles programmant principalement des films européens.

### Membres fondateurs
L'ARP compte trente-trois membres fondateurs :
- Jean-Jacques Annaud
- Alexandre Arcady
- Jean-Jacques Beineix
- Claude Berri
- Luc Besson
- Bertrand Blier
- Patrice Chereau
- Elie Chouraqui
- Costa Gavras
- Michel Deville
- Jacques Doillon
- Bertrand van Effenterre
- Jean-Luc Godard
- Diane Kurys
- Alain Jessua
- Claude Lelouch
- Jacques Poitrenaud
- Jean Marbœuf
- Claude Miller
- Jean-Pierre Mocky
- Gérard Oury
- Maurice Pialat
- Pierre Richard
- Jacques Rozier
- Coline Serreau
- Jean-François Stevenin
- Jean-Charles Tacchella
- Bertrand Tavernier
- Pascal Thomas
- Agnès Varda
- Henri Verneuil
- Jean Yanne
- Ariel Zeitoun
- Claude Zidi

### Présidents
L'association a connu plusieurs présidents ou co-présidents :
- Claude Berri : 1988-1994
- Jean-Jacques Beineix : 1994-1995
- Claude Lelouch : 1995-1997
- Claude Miller : 1997-1999
- Pierre Jolivet : 1999-2000
- Patrick Braoudé : 2000-2001
- Coline Serreau : 2001-2003
- Pierre Jolivet : 2003-2005
- Claude Zidi : 2005-2006
- Jeanne Labrune : 2006-2007
- Jean-Paul Salomé : 2007-2009
- Radu Mihaileanu : 2009-2011
- Jean-Paul Salomé : 2011-2012
- Michel Hazanavicius : 2012-2014
- Michel Hazanavicius et Dante Desarthe : 2014-2015
- Dante Desarthe et Éric Lartigau : 2015-2016
- Julie Bertuccelli et Michel Hazanavicius : 2016-2017
- Radu Mihaileanu : 2017-2019
- Pierre Jolivet : 2019-2021
- Pierre Jolivet et Olivier Nakache : depuis 2021